# 阿克恰卡萊

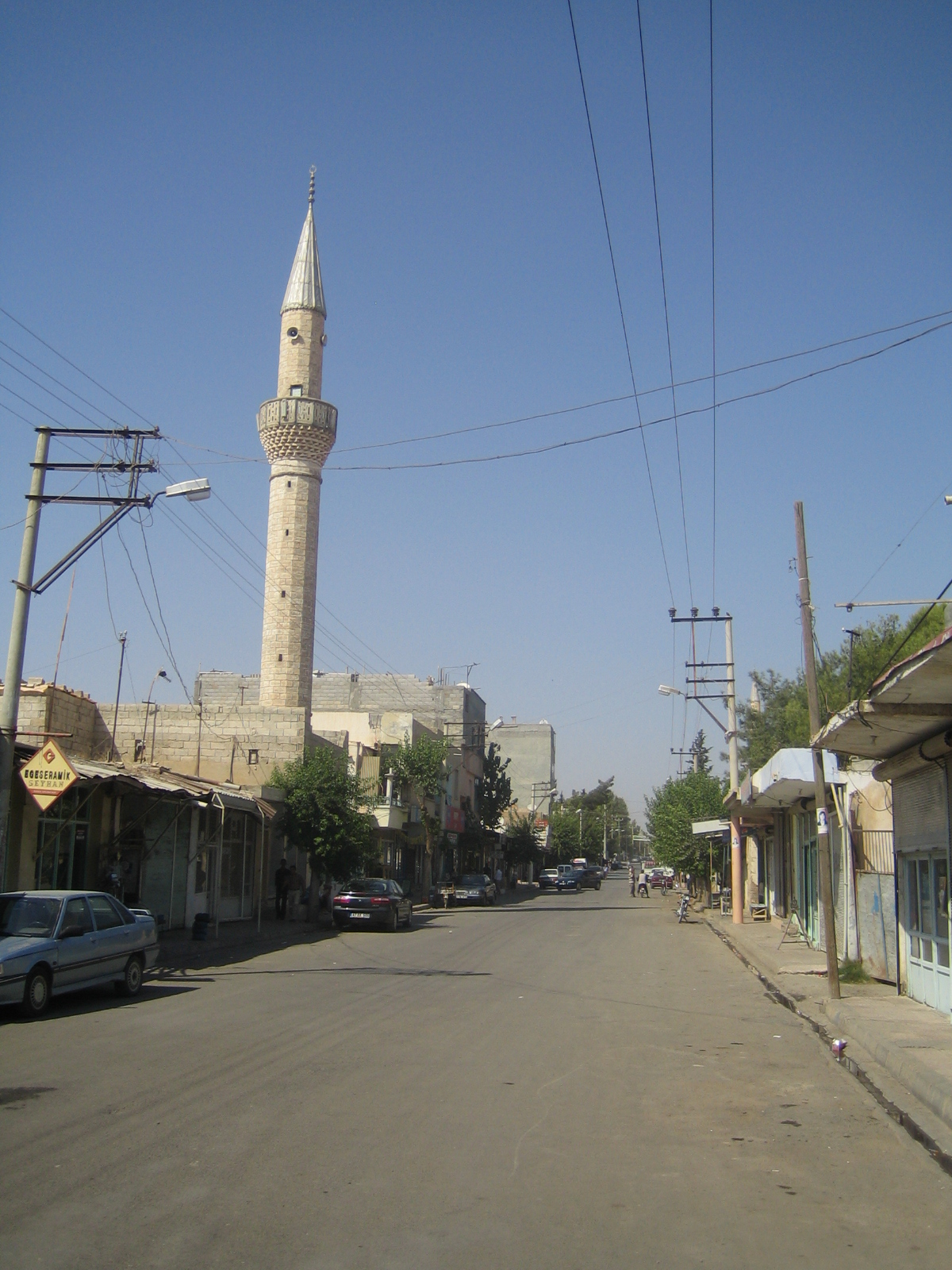
阿克恰卡萊

阿克恰卡萊（土耳其語：Akçakale）是土耳其的城鎮，由尚勒烏爾法省負責管轄，位於該國東南部，毗鄰與敘利亞接壤的邊境，面積1,952平方公里，每年平均降雨量450毫米，2009年人口24,890。